# Va por México
Va por México fue una coalición electoral mexicana formada por el Partido Acción Nacional (PAN), el Partido Revolucionario Institucional (PRI) y el Partido de la Revolución Democrática (PRD) que compitió en las elecciones de México de 2021, las estatales de 2022 y 2023 y las federales en 2024. La coalición compitió en 219 distritos electorales, de los cuales 77 distritos le correspondieron a candidatos militantes del Partido Revolucionario Institucional (PRI), 72 a candidatos del Partido Acción Nacional (PAN), 70 a candidatos del Partido de la Revolución Democrática (PRD).

## Historia

Distritos electorales en que la coalición postula candidatos:
Candidato postulado por el PRI (77)
Candidato postulado por el PAN (72)
Candidato postulado por el PRD (70)
Sin candidato de coalición (81)

El 22 de diciembre de 2020, las dirigencias nacionales del Partido Revolucionario Institucional (PRI), Acción Nacional (PAN), y de la Revolución Democrática (PRD), encabezadas por Alejandro Moreno, Marko Cortes y Jesús Zambrano, anunciaron su acuerdo de alianza electoral por medio de la coalición "Va por México". A través de una conferencia de prensa virtual, los tres partidos recibieron el respaldo de distintos presidentes de organizaciones de la sociedad civil y política, entre ellos de los empresarios, Claudio X. González de "Sí por México"; Gustavo De Hoyos, de Alternativas por México; Demetrio Sodi de la Tijera de Futuro XXI, de Beatriz Pagés y de Luis Asalí. La coalición surge como oposición a la oficialista "Juntos Hacemos Historia" con el Movimiento Regeneración Nacional como partido principal y al gobierno del presidente Andrés Manuel López Obrador.
Marko Cortés, presidente nacional del PAN aseguró que apostó por la coalición y aunque la decisión no estuvo exenta de debate dentro del partido, afirmó que «se puso en el centro la crítica situación del país, donde se amenaza a las instituciones y al sistema democrático». Destacó que el "Pacto por México", impulsado durante el mandato del expresidente Enrique Peña Nieto, promovió una agenda de modernización al país, y aseguró que las amenazas en la presente legislatura son a causa de la oposición, reiterando su objetivo principal en «defender lo que con muchos años hemos conquistado».
Según los partidos participantes, dicha alianza abandera las causas sociales, la defensa del empleo, el apoyo a las pequeñas y medianas empresas (Pymes) y la erradicación de la violencia contra las mujeres. En 2021, la coalición presentó candidatos a diputados federales en 219 de los 300 distritos electorales federales. De ellos, el PRI postuló a 77 candidatos, el PAN a 72 y el PRD a 70. Esta alianza abarcó todos los distritos de 20 estados y algunos distritos de otros cinco estados.
El 7 de septiembre de 2022 los dirigentes del PAN y el PRD anunciaron una «suspensión temporal» de su alianza con el PRI debido a que el partido estaba apoyando la estrategia del gobierno federal de militarizar la seguridad del país mediante una prórroga a la presencia del ejército en las tareas de seguridad ciudadana en el país.
La coalición reanudó relaciones con el PRI en 2023 y participarán juntos los tres partidos para las elecciones federales de 2024 bajo el nombre de Fuerza y Corazón por México. 

## Elecciones locales
La coalición también se presenta en las elecciones estatales de 2021, en las cuales se renovaron las gubernaturas de quince estados. En cada estado la coalición es integrada por distintos partidos, incorporando en algunos casos a partidos políticos estatales. La coalición se repitió en las seis elecciones estatales de 2022 y nuevamente se repitió en las dos de 2023.
| Elección            | Coalición                          | Partidos      | Partidos      | Partidos      | Partidos      | Partidos      |
| 2021                | 2021                               | 2021          | 2021          | 2021          | 2021          | 2021          |
| ------------------- | ---------------------------------- | ------------- | ------------- | ------------- | ------------- | ------------- |
| Aguascalientes      | Va por Aguascalientes              |               |               |               |               |               |
| Baja California     | Va por Baja California             |               |               |               |               |               |
| Baja California Sur | Unidos Contigo                     |               |               |               |               |               |
| Campeche            | Va por Campeche                    |               |               |               |               |               |
| Chihuahua           | Nos une Chihuahua                  |               |               |               |               |               |
| Colima              | Sí por Colima                      |               |               |               |               |               |
| Durango             | Va por Durango                     |               |               |               |               |               |
| Guerrero            | Va por Guerrero                    |               |               |               |               |               |
| Hidalgo             | Va por Hidalgo                     |               |               |               |               |               |
| Michoacán           | Equipo por Michoacán               |               |               |               |               |               |
| Nayarit             | Va por Nayarit                     |               |               |               |               |               |
| Nuevo León          | Va Fuerte por Nuevo León           |               |               |               |               |               |
| Oaxaca              | Va por Oaxaca                      |               |               |               |               |               |
| Querétaro           | Sin coalición                      | Sin coalición | Sin coalición | Sin coalición | Sin coalición | Sin coalición |
| Quintana Roo        | Va por Quintana Roo                |               |               |               |               |               |
| San Luis Potosí     | Sí por San Luis Potosí             |               |               |               |               |               |
| Sinaloa             | Va por Sinaloa                     |               |               |               |               |               |
| Sonora              | Va por Sonora                      |               |               |               |               |               |
| Tlaxcala            | Unidos por Tlaxcala                |               |               |               |               |               |
| Tamaulipas          | Sin coalición                      | Sin coalición | Sin coalición | Sin coalición | Sin coalición | Sin coalición |
| Zacatecas           | Va por Zacatecas                   |               |               |               |               |               |
| 2022                |                                    |               |               |               |               |               |
| Aguascalientes      | Va por Aguascalientes              |               |               |               |               |               |
| Durango             | Va por Durango                     |               |               |               |               |               |
| Hidalgo             | Va por Hidalgo                     |               |               |               |               |               |
| Oaxaca              | Va por Oaxaca                      |               |               |               |               |               |
| Quintana Roo        | Va por Quintana Roo                |               |               |               |               |               |
| Tamaulipas          | Va por Tamaulipas                  |               |               |               |               |               |
| 2023                |                                    |               |               |               |               |               |
| Coahuila            | Alianza Ciudadana por la Seguridad |               |               |               |               |               |
| Estado de México    | Va por el Estado de México         |               |               |               |               |               |

## Resultados electorales

### Cámara de Diputados
|  | 18.24 % |

|  | 39.61 % |

|  | 17.73 % |

|  | 3.64 % |

### Gubernaturas
|  | 11.61 % |

|  | 39.33 % |

|  | 30.82 % |

|  | 42.45 % |

|  | 27.39 % |

|  | 39.21 % |

|  | 38.92 % |

|  | 17.68 % |

|  | 27.90 % |

|  | 32.93 % |

|  | 32.49 % |

|  | 35.38 % |

|  | 36.87 % |

|  | 38.42 % |

|  | 53.71 % |

|  | 53.78 % |

|  | 31.42 % |

|  | 25.04 % |

|  | 16.08 % |

|  | 44.19 % |

|  | 56.94 % |

|  | 44.53 % |